# Pierre Kosciusko-Morizet
Pierre Kosciusko-Morizet, nacido el 17 de abril de 1977 en Orleans, es un empresario y business angel francés, cocreador y expresidente del sitio de ventas online PriceMinister (que se convirtió en Rakuten Francia en 2018).

## Biografía
Pierre Kosciusko-Morizet nació el 17 de abril de 1977 en Orleans. En 1998, mientras estudiaba en HEC Paris, lanzó su primera empresa, Visualis SA.
Graduado por HEC en 1999, se convirtió en director del departamento de marketing y finanzas de Capital One. En agosto de 2000, creó PriceMinister con Pierre Krings y el sitio se lanzó en enero de 2001.
En 2007, mientras era profesor de creación de empresas en HEC entrepreneurs, propuso la idea de PeopleDoc a su alumno Jonathan Benhamou. Es el primer inversor y miembro de la junta directiva.
En 2008, Pierre Kosciusko-Morizet cofundó con Pierre Krings la sociedad de inversión Kernel Investissements. Kernel Investments ha invertido en empresas como Doctolib, Yellow Korner, LaBonneBox, Restoflash, Comet Meetings, Blade.
En junio de 2010, PriceMinister fue comprada por la japonesa Rakuten; Pierre Kosciusko-Morizet seguirá siendo el director general de la empresa y luego el director general para Europa de todo el grupo Rakuten hasta mayo de 2014.
Pierre Kosciusko-Morizet es cofundador y presidente del comité estratégico del fondo de inversión para emprendedores de Internet ISAI.
En 2015, fue uno de los invitados del West Web Festival que se organiza cada año en Carhaix-Plouguer durante el festival de Vieilles Charrues.